# Kyŏngje yukchŏn
Le Kyŏngje yukchŏn (hangeul : 경제육전 ; hanja : 經濟六典 ; RR : Gyeongju Yukjeon ; litt. « Six codes de gouvernance ») est un code de lois instauré en 1397 en Corée. Inspiré par les idées de Chŏng To-jŏn, il pose les jalons de l'organisation du régime de Joseon qui vient de prendre le pouvoir en Corée, et sert de base aux textes légaux suivants comme le Gyeongguk daejeon (en). Il se singularise par son usage de l'écriture idu et non de l'écriture chinoise comme il était d'usage à l'époque.